# Генріх-Георг Баркгаузен
Ге́нріх-Ґе́орґ Баркга́узен (нім. Heinrich Georg Barkhausen; 2 грудня 1881—20 лютого 1956) — німецький учений в галузі електроніки й електротехніки.
Член Німецької і Саксонської АН, професор Вищої технічної школи в Дрездені. У 1917—1918 роках Баркгаузен, незалежно від Г. Меллера, створив теорію лампового генератора. 1919-го відкрив явище виникнення шумів у феромагнетику при плавній зміні зовнішнього магнітного поля, яке зветься ефектом Баркгаузена; разом з К. Курцем створив генератор електромагнітних хвиль дециметрового діапазону.
Медаль Г. Герца (1928), національна премія НДР (1949).